# Gut Altfresenburg

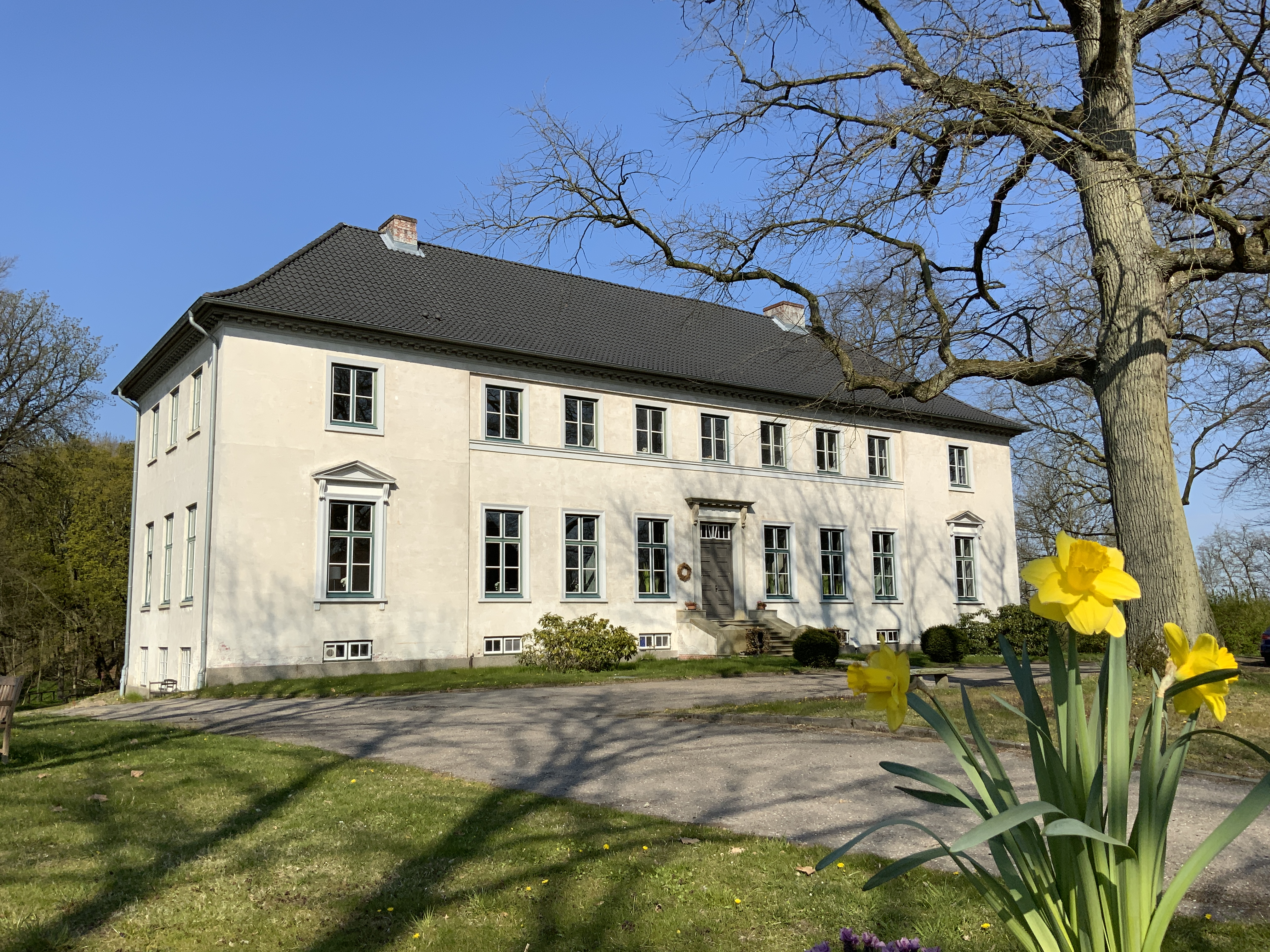
Herrenhaus Altfresenburg, Süd-Ost-Ansicht

Das adlige Gut Altfresenburg befindet sich im Norden von Bad Oldesloe und blickt auf eine fast 1000-jährige Geschichte zurück. Zum Gut Altfresenburg gehört das Gutsdorf, bestehend aus unter Denkmalschutz stehenden Landarbeiterkaten sowie historischen Wohn- und Wirtschaftsgebäuden. Den Mittelpunkt des Gutsdorfes bildet der Wirtschaftshof mit seinem Herrenhaus von 1791, das einer der bedeutendsten klassizistischen Bauten in Norddeutschland ist, dem Torhaus und ehemaligen Stallungen sowie historischen Scheunen. Der dazugehörige Gutspark mit seinen Gewässerflächen und der Lindenallee steht wie die meisten Bauten in Altfresenburg unter Denkmalschutz.

## Geschichte
Fresenburg (heute Altfresenburg) geht auf die Ursprünge einer mittelalterlichen Burg zurück, von der jedoch heute nichts mehr zu erkennen ist. Im 13. Jahrhundert werden Otto und Nicolaus von Vresenborch urkundlich erwähnt, auf die der heutige Name des Ortes Fresenburg zurückgeht. Die von Vresenborchs waren eine ritterschaftliche Familie.
Nach den von Vresenborchs übernahm die Familie von Stake das Gut. 1415 wurde Fresenburg an die uradlige Familie von Pogwisch verkauft.
1505 besaß Hans von Pogwisch das Gut mit seinen Pertinentien, bis die Familie der von Ahlefeldts 1525 das Gut erwarb. Bartholomäus von Ahlefeldt gab um das Jahr 1540 Menno Simons und dessen Anhängern die Möglichkeit, auf dem Gut zu leben. Menno Simons ist Begründer der Mennoniten, einer evangelischen Freikirche, die aus der Täuferbewegung stammt und als eine der „historischen Friedenskirchen“ bekannt ist. Im Süden des Gutes an der Straße Altfresenburg befindet sich die Mennokate, die Simons Wohnort gewesen sein soll.
1627 kam das Gut in den Besitz der Familie von Buchwaldt. Der erste Besitzer war Hans von Buchwaldt zu Schadehorn. Er vereinigte sein nahegelegenes Gut Schadehorn mit Fresenburg und gliederte dafür das Gut Blumendorf aus. Der Sohn Kay von Buchwaldt erweiterte den Gutsbetrieb. Er konnte das Gut aber nicht auf Dauer halten, sodass Johann von Decken das Gut im Jahr 1651 kaufte. Ein häufiger Wechsel der Besitzer folgte.
In den 1660er Jahren fiel das Gut wieder in den Besitz der von Ahlefeldts, jedoch nur bis 1696. Dann besaß Hugo von Lenthe das Gut, bis es 1710 an Schack von Buchwald aus der mecklenburgischen Linie der von Buchwald ging, worauf sein Sohn Johann Hugo von Buchwald folgte. Geschichtlich besonders prägend war Hugo von Buchwald, ein Enkel von Johann Hugo von Buchwald, da dieser den Bau des klassizistischen Herrenhauses bei dem dänischen Landbaumeister Christian Frederik Hansen in Auftrag gab.
Durch die Unruhen des napoleonischen Krieges musste das Gut 1824 verkauft werden. Der neue Besitzer war Graf Moltke, jedoch nur bis zum Jahr 1834. In diesem Jahr kaufte dann der Hamburger Senator Martin Johann Jenisch das Gut. Die Familie Jenisch wurde 1906 zu preußischen Freiherren und nutzte das Gut für landwirtschaftliche Zwecke. Die Familie von Jenisch besaß das Gut bis 2016, lebte jedoch nur zwischenzeitlich und in Teilen auf dem Gut, Hauptsitz war und ist Gut Blumendorf.
Das Herrenhaus wurde in Teilen an unterschiedliche Familien zu Wohnzwecken vermietet, im und nach dem Zweiten Weltkrieg waren bis zu 90 Flüchtlinge im Herrenhaus untergebracht, weitere Flüchtlinge auf dem Hof und in den Scheunen.
Nach einer zwingend erforderlichen äußeren Renovierung in den 1960er Jahren zog die Firma Tiedemann & Co. Institut für Wirtschaftsschutz GmbH als Mieter ein, die sich den Werkschutz und die Spionageabwehr gegenüber dem Ostblock zur Aufgabe gemacht hatte. Ebenfalls fand zeitweise ein Unternehmen zum Vertrieb von Medizintechnik ihren Platz als Mieter des Herrenhauses, anschließend die Firma Kangaroo GmbH, welche Holzmöbel aus China und Indien importierte.
Das Gut ging teilweise 2016 und im anderen Teil 2018 von der Familie von Jenisch an die Gut Altfresenburg GmbH und Co. KG über. Das Herrenhaus wird seither umfassend saniert und denkmalgerecht restauriert. Bereits instandgesetzte Teile des Herrenhauses werden als Büroräume vermietet. Im Torhaus befindet sich neben vier teilweise neu entstandenen Wohneinheiten auch ein ökologischer Baumarkt.

## Gebäude

### Herrenhaus

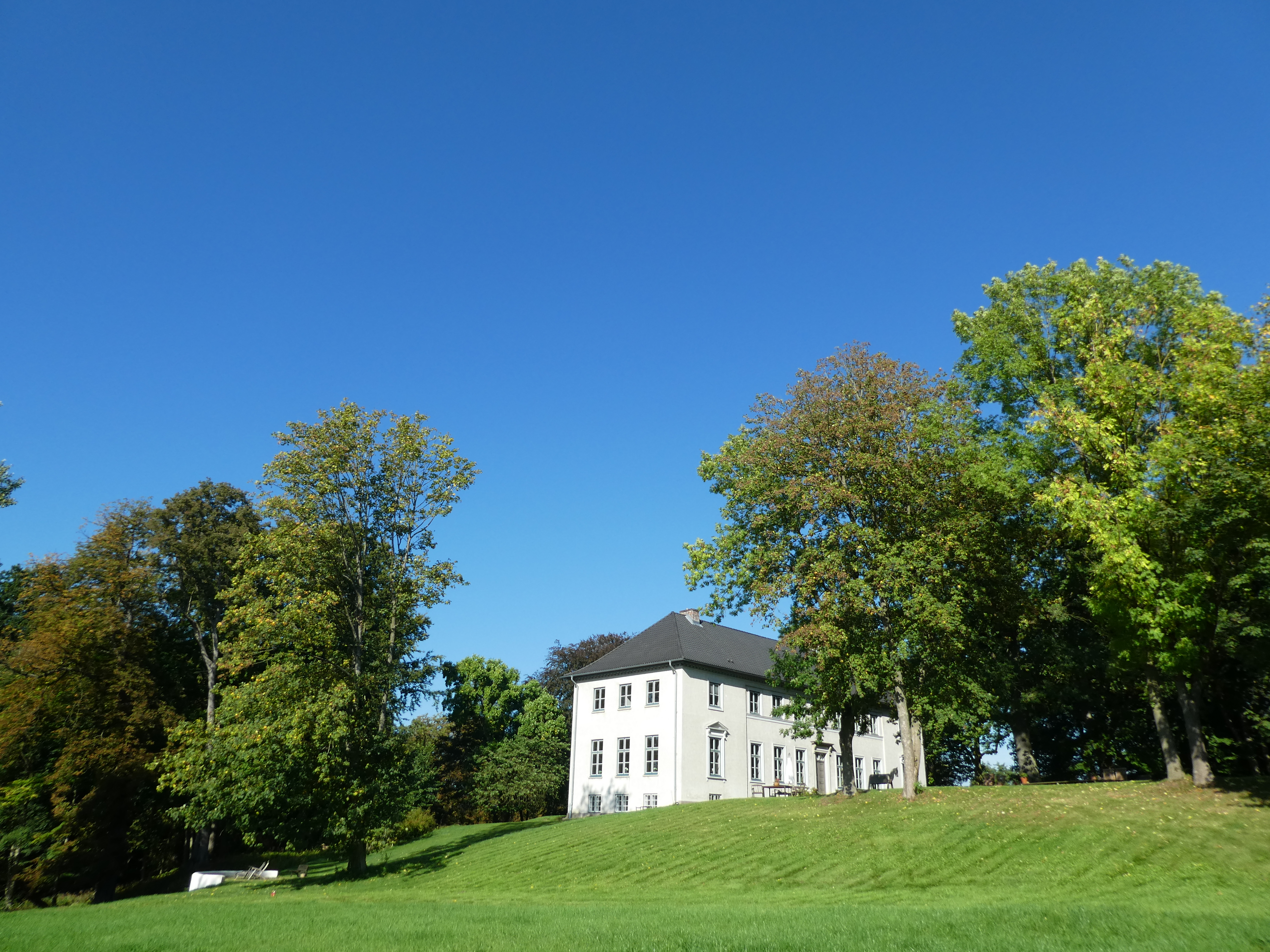
Herrenhaus Altfresenburg vom Feld, Süd-Ost-Ansicht

Das Herrenhaus wurde 1791 von Christian Frederik Hansen als dessen erstes Herrenhaus in Schleswig-Holstein gebaut und ist typisch für Hansen im Stil des dänischen Klassizismus gebaut. Das Gebäude ist ein zweigeschossiger Backsteinbau mit Walmdach, der mit Muschelkalk verputzt wurde. Das Gebäude ist L-förmig gebaut und axial zum Hof angelegt.
Die Winkelform des Gebäudes ist wohl ein Kompromiss zwischen „dem spätbarocken Prinzip der hoheitlichen Position des Herrenhauses in der Achse der Wirtschaftsgebäude und dem romantisch-neoklassizistischen Prinzip der Abwendung von der Repräsentation und der Zuwendung zur ungekünstelten Natur, hier dem Wasser“. Eine andere Überlegung ist, dass der barocke Vorgängerbau denselben Grundriss hatte und das auf diesen Grundriss das Herrenhaus Hansens gebaut wurde. Auch möglich wäre, dass das Herrenhaus durch die L-Form deutlich tiefer und somit größer wirken sollte, da früher auch der Gutseingang im Nordosten lag und man somit immer auf die längere Seite schaute.
Das Gebäude ist frontal von enormer Parallelität geprägt. An den beiden Seiten befinden sich leicht angedeutete Seitenrisalite, mit jeweils zwei Fenstern, eins pro Geschoss. Die Fenster des Erdgeschosses an den Seitenrisaliten sind durch Rahmung und Giebel hervorgehoben. Die sonstigen Fenster besitzen nur eine Rahmung. Eine Treppe leitet dann zum Hauptportal, welches schlicht gerahmt und mit einem Gesims gekrönt ist. Oberhalb des Hauptportals zwischen den Seitenrisaliten befinden sich kleinere Fenster, welche durch ein Sohlbankgesims betont werden. Am gesamten Dach befindet sich ein Dachgesims.
Das Vestibül, die Eingangshalle des Herrenhauses, wurde in den Jahren 2019–2021 vollständig restauriert. Die Türen sind wieder mit Supraporten geschmückt, an der Decke befindet sich eine Stuckrosette, Deckenstuck und gegenüber der Eingangstür befindet sich eine Konche. Im unteren Bereich der Wand befindet sich umlaufend eine Kassettierung. Der Boden wurde mit schwedischem Ölandstein nach altem Vorbild wiederhergestellt.
Ein weiterer gut erhaltener Raum ist der historische Saal an der Südseite des Herrenhauses. Die auf drei Seiten durchfensterten Wände sind durch ionische, leicht kannelierte Pilaster geschmückt. Auf der Nordseite des Saals befindet sich zudem eine Ofennische, der originale Ofen des Hauses steht heutzutage in der Mennokate einige hundert Meter weiter. An der Wand befindet sich Anthemionfries und oberhalb der Türen jeweils eine Supraporte. An der Decke befinden sich drei umfassende Stuckelemente, zwei schmale und in der Mitte ein breiter Quader, mit einem ovalen Ring aus zarten Stieleichenblättern.
In den Jahren nach 1945 war das Herrenhaus durch eine Vielzahl von Flüchtlingen bewohnt. Die starke Nutzung und die fortlaufende Zeit brachten es mit sich, dass das Herrenhaus Mitte der 60er Jahre von außen renoviert werden musste. 1977 zog ein Mieter in das Herrenhaus ein, woraufhin teilweise eine neue Raumaufteilung geschaffen wurde, diverse Bäder und Wände eingebaut wurden und somit auch historischer Stuck und umfassende Wand- und Deckenmalereien zerstört wurden.
Diese Schäden, aber auch die originale Ausstattung des Hauses kamen zum Vorschein, als 2017 mit dem umfangreichen Rückbau im Inneren des Hauses begonnen wurde. Diese Befunde finden bei der aktuellen Restaurierung Berücksichtigung.

### Torhaus

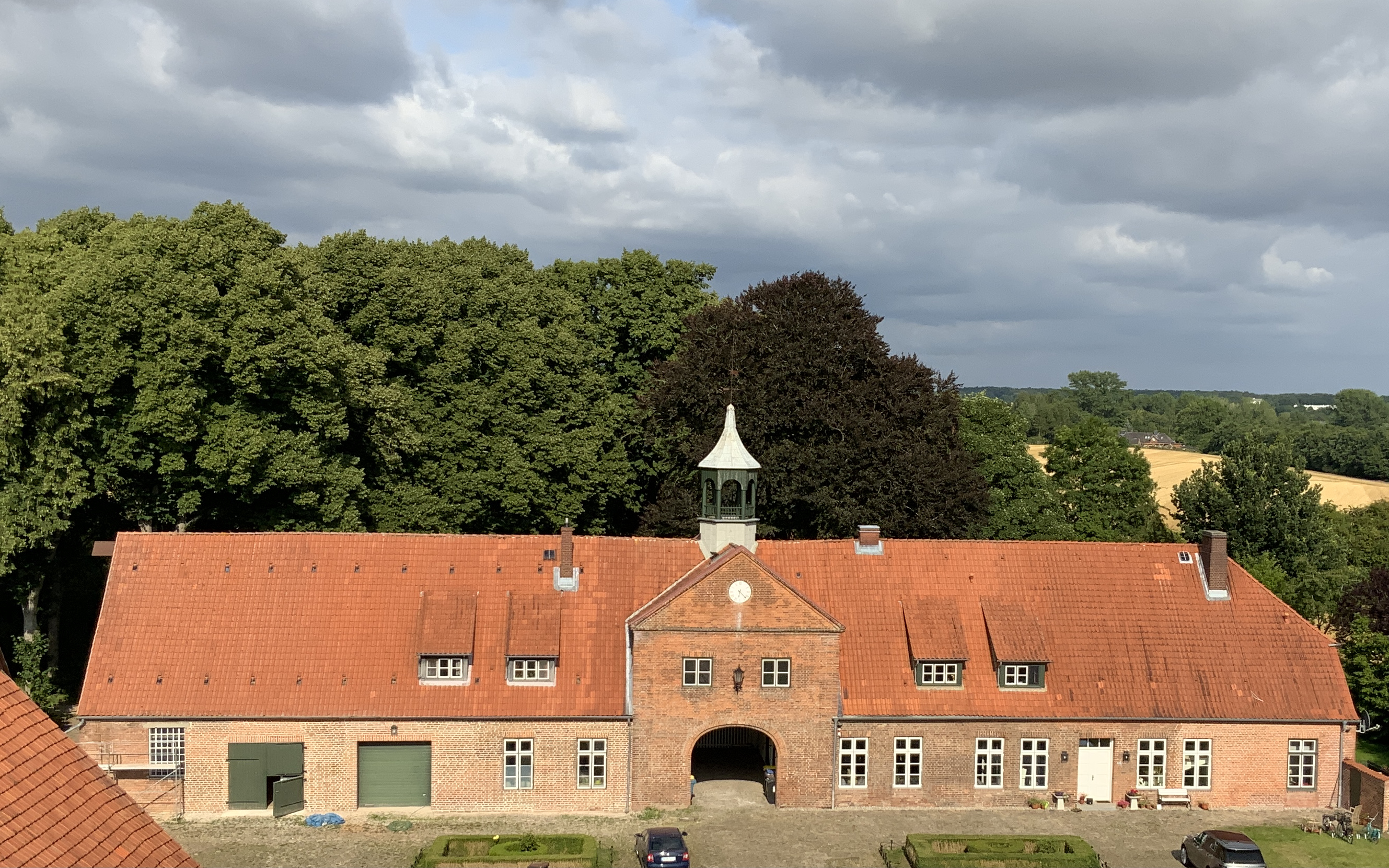
Torhaus Altfresenburg, Westansicht vom Haupthof

Das Torhaus wurde um 1800 errichtet und ist ein langgestreckter eingeschossiger Backsteinbau unter hohem Satteldach. Es diente von Anfang an als Wohn- und Wirtschaftshaus und beherbergte zeitweise auch Pferdeställe. Der Baumeister des Torhauses ist nicht bekannt. Im Laufe der Jahrhunderte sind einige Erweiterungen entstanden oder Anbauten verschwunden.

## Nutzung

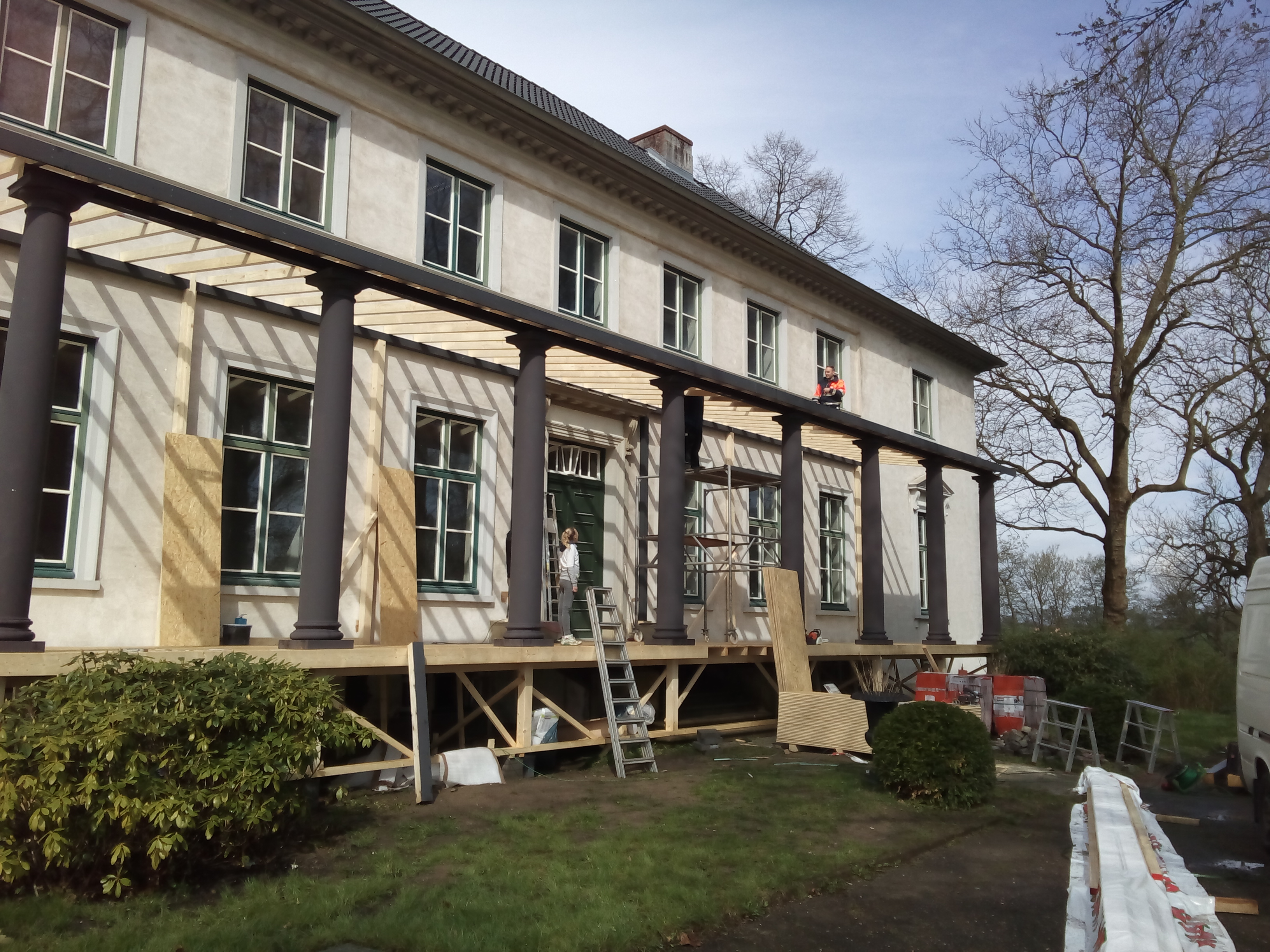
Veranda am Herrenhaus für Head full of Honey (2018)

### Drehort
Im Herrenhaus Altfresenburg wurden die beiden Til-Schweiger-Filme Honig im Kopf mit Dieter Hallervorden in der Hauptrolle und das englischsprachige Remake Head Full of Honey mit Nick Nolte gedreht. An das Herrenhaus wurde für die Dreharbeiten eine Veranda angebaut, im Innenbereich wurden diverse Räume tapeziert, im Außenbereich entstanden temporäre dekorative Holzbauten und eine Orangerie.
Auf dem Gutsgelände und in den umgebenen Häusern wurde 2019 der ZDF-Krimi Teufelsmoor der Kriminalfilmreihe Sarah Kohr gedreht. Die Hauptrolle spielte Lisa Maria Potthof, weitere Rollen übernahmen die Schauspieler Armin Rohde, Herbert Knaup und Kai Schumann.

### Veranstaltungen
Im Rahmen des Schleswig-Holstein Musik Festival trat 2021 der Porträtkünstler, der israelische Künstler Avi Avital auf Gut Altfresenburg auf.
In den Jahren 2020 und 2021 fand auf den Wiesen im Süden des Herrenhauses das KuB auf dem Feld statt, eine Open-Air-Veranstaltung des Kultur- und Bildungszentrums Bad Oldesloe. 2020 standen die Bands Mrs. Greenbird, Vagabund Klezmer Band, Peters Beine, Jeden Tag Silvester und Die Happy auf der Bühne. 2021 traten Glasperlenspiel, Yared Dibaba, Michael Schulte, Thees Uhlmann & Band und die Mighty Oaks auf.

### Standesamtliche Trauungen
Seit Ende 2022 werden im Herrenhaus standesamtliche Eheschließungen in Zusammenarbeit mit der Stadt Bad Oldesloe angeboten.

### KulturGut Altfresenburg e. V.
Der KulturGut Altfresenburg e. V. ist ein gemeinnütziger Verein, dessen Zweck die Förderung des Denkmalschutzes und der Denkmalpflege, die Förderung der Kunst und Kultur, sowie die Förderung von Umwelt- und Naturschutz ist. Gut Altfresenburg wird dabei als eine Gesamtheit aus historischen, kulturellen und natürlichen Elementen begriffen. Der KulturGut Altfresenburg e. V. repräsentiert das Gut an Tagen wie dem Tag des offenen Denkmals, unterhält Kooperationen mit Naturschutzvereinen und Trägern von Freiwilligendiensten, wie dem Freiwilligen ökologischen Jahr und dem Bundesfreiwilligendienst in der Denkmalpflege – und bietet Führungen für Fachkreise an.